# György Zápolya
György Zápolya, in croato Juraj Zapolja (1488 – Mohács, 29 agosto 1526), è stato un generale e nobile ungherese, che ricoprì alti incarichi in seno al Regno d'Ungheria. Insieme a Re Luigi II e all'Arcivescovo di Kalocsa Pál Tomori fu uno dei comandanti dell'esercito ungherese durante il corso della battaglia di Mohács.

## Biografia
Nacque nel 1488, figlio del nobile István, Palatino del Regno d'Ungheria, e della Principessa Hedwig di Cieszyn, e fratello minore del futuro Re János. 
Vissuto sempre nell’ombra del fratello maggiore, nel 1504 si fidanzò con Erzsébet, ultima discendente ed erede della famiglia Hunyadi, figlia del duca Giovanni Corvino, che però morì nel 1508.
Ispán (giudice supremo) del comitato di Szepes, durante l’invasione turca del 1526 voluta dal Sultano Solimano il Magnifico, rispose all’appello del Re Luigi II  e si unì all’armata reale. Siccome il fratello maggiore János era in ritardo nel congiungersi all’armata, fu scelto insieme a uno dei più famosi guerrieri ungheresi, l’Arcivescovo di Kalocsa Pál Tomori, per assumere il comando dell’esercito che si era radunato nei pressi di Mohács. Scomparve durante il corso della seguente battaglia, e il suo corpo non fu mai ritrovato.
In una lettera (Epistola Flebis) scritta dal cappellano di corte Miklós Tatai, quest’ultimo lo accusò di avere ucciso nel Presbiterio della chiesa di Dunaszekcső il Re Luigi II durante la fuga dal campo di battaglia, per favorire l’ascesa al trono del fratello maggiore. Nessuno degli storici accetta questa testimonianza come credibile, in quanto Il re Luigi II fuggì, ma cadde da cavallo in un fiume presso Csele e lì morì.

## Ascendenza
|                          |                       |                         | Genitori                       |  |  | Nonni |  |  | Bisnonni                            |  |  | Trisnonni |  |
|                          |                       |                         |                                |  |  |       |  |  | János Zápolya, signore di Borostyan |  |  | …         |  |
|                          |                       |                         |                                |  |  |       |  |  | János Zápolya, signore di Borostyan |  |  | …         |  |
|                          |                       | …                       |                                |  |  |       |  |  | János Zápolya, signore di Borostyan |  |  |           |  |
| László Zápolya           |                       |                         |                                |  |  |       |  |  | János Zápolya, signore di Borostyan |  |  |           |  |
|                          |                       | …                       | …                              |  |  |       |  |  |                                     |  |  |           |  |
|                          |                       | …                       | …                              |  |  |       |  |  |                                     |  |  |           |  |
|                          |                       | …                       | …                              |  |  |       |  |  |                                     |  |  |           |  |
| István Zápolya           |                       | …                       |                                |  |  |       |  |  |                                     |  |  |           |  |
|                          |                       | Boleslao I di Teschen   | Premislavo I Noszak di Teschen |  |  |       |  |  |                                     |  |  |           |  |
|                          |                       | Boleslao I di Teschen   | Premislavo I Noszak di Teschen |  |  |       |  |  |                                     |  |  |           |  |
|                          |                       | Boleslao I di Teschen   | Elisabetta                     |  |  |       |  |  |                                     |  |  |           |  |
| Dorottya                 |                       | Boleslao I di Teschen   |                                |  |  |       |  |  |                                     |  |  |           |  |
|                          |                       | Eufemia Mazowiecka      | Premislavo I Noszak di Teschen |  |  |       |  |  |                                     |  |  |           |  |
|                          |                       | Eufemia Mazowiecka      | Premislavo I Noszak di Teschen |  |  |       |  |  |                                     |  |  |           |  |
|                          |                       | Eufemia Mazowiecka      | …                              |  |  |       |  |  |                                     |  |  |           |  |
| György Zápolya           |                       | Eufemia Mazowiecka      |                                |  |  |       |  |  |                                     |  |  |           |  |
|                          | Boleslao I di Teschen | …                       |                                |  |  |       |  |  |                                     |  |  |           |  |
|                          | Boleslao I di Teschen | …                       |                                |  |  |       |  |  |                                     |  |  |           |  |
|                          | Boleslao I di Teschen | …                       |                                |  |  |       |  |  |                                     |  |  |           |  |
| Premislavo II di Teschen | Boleslao I di Teschen |                         |                                |  |  |       |  |  |                                     |  |  |           |  |
|                          |                       | …                       | …                              |  |  |       |  |  |                                     |  |  |           |  |
|                          |                       | …                       | …                              |  |  |       |  |  |                                     |  |  |           |  |
|                          |                       | …                       | …                              |  |  |       |  |  |                                     |  |  |           |  |
| Jadwiga Cieszyńska       |                       | …                       |                                |  |  |       |  |  |                                     |  |  |           |  |
|                          |                       | Boleslao IV di Varsavia | …                              |  |  |       |  |  |                                     |  |  |           |  |
|                          |                       | Boleslao IV di Varsavia | …                              |  |  |       |  |  |                                     |  |  |           |  |
|                          |                       | Boleslao IV di Varsavia | …                              |  |  |       |  |  |                                     |  |  |           |  |
| Anna Mazowiecka          |                       | Boleslao IV di Varsavia |                                |  |  |       |  |  |                                     |  |  |           |  |
|                          |                       | Barbara Olelkówna       | …                              |  |  |       |  |  |                                     |  |  |           |  |
|                          |                       | Barbara Olelkówna       | …                              |  |  |       |  |  |                                     |  |  |           |  |
|                          |                       | Barbara Olelkówna       | …                              |  |  |       |  |  |                                     |  |  |           |  |
|                          |                       | Barbara Olelkówna       |                                |  |  |       |  |  |                                     |  |  |           |  |

### Annotazioni
1. ↑  Sua sorella era Borbála (1495-2 ottobre 1515) che sposò Sigismondo I Re di Polonia.
2. ↑  Giovanni era figlio illegittimo di Re Mattia e di una certa Barbara che si suppone fosse la figlia di un parlamentare di Breslavia.

### Fonti
1. ↑  Schönherr 1894, p. 310.
2. ↑  Kiss 1979, pp. 80-81.